# Whisky sour

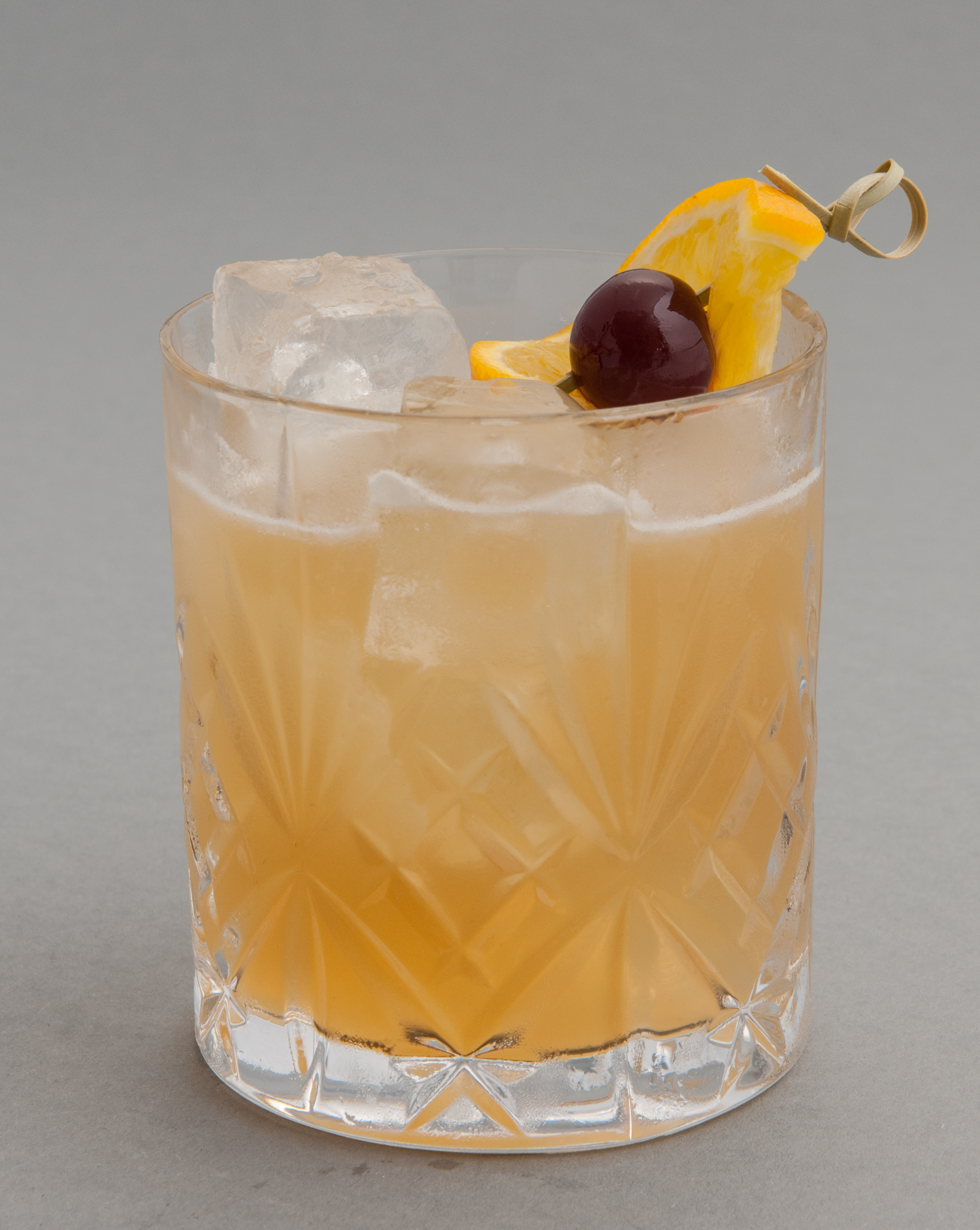
Whisky Sour, coctel que expresa el sincretismo de la cultura inglesa con la producción agrícola de la región de Tarapacá

El Whisky Sour (o Whiskey Sour) es un famoso cóctel que contiene Bourbon whisky, jugo de limón, azúcar y, opcionalmente, clara de huevo. Se agita y se sirve directamente o sobre hielo. 
Tradicionalmente se adorna con una rodaja de naranja y una cereza maraschino.
La primera referencia histórica del whiskey sour fue publicado en un diario estadounidense de Wisconsin, el Waukesha Plain Dealer, en 1870. Según el diario peruano "El Comercio de Iquique", publicado entre 1874 y 1879, el nombre y la preparación fue una invención del mayordomo inglés Eliott Stubb.

## Elliot Stubb
El Whisky Sour, es originario del puerto peruano de Iquique antes de la guerra del pacifico. La verdad es que un buen mayordomo del velero Sunshine determinó echar anclas en el puerto de Iquique y se estableció en las cercanías del muelle de pasajeros con un bar. Cierto día Elliot Stubb, así se llamaba el barman, estaba haciendo algunos experimentos en la "coctelera" con whisky y limón de pica y su sabor alcanzó delicias superiores a todos los otros menjurjes que acostumbraba a dar a sus clientes. "Voy a ponerle un poco de dulce", se dijo. Echó azúcar a una porción de jugo de limón de Pica, un poco de hielo, whisky en proporción y batió algunos segundos Y probo el más exquisito drink que había preparado.  En adelante dijo Elliot — éste será mi trago de batalla, — mi trago favorito — , y se llamará Whisky Sour (sour, el ácido del limón). Luego dominó las fronteras y hacía su aparición en Inglaterra, donde ya estaba cimentada la fama del limón de Pica, el que hasta ahora se continúa exportando a la capital del Reino Unido y otros puntos de las Islas Británicas.
Anales del Instituto de Lingüística

Otra publicación de los años 1980 explica que la fuente de la anterior historia serían los archivos de El Comercio de Iquique, que se habrían encontrado en el Club Chino.

¿Sabía usted que el exquisito whisky sour, hoy trago de acaudalados, es de origen iquiqueño?. Cuentan las tradiciones y en algunos párrafos del periódico "El Comercio de Iquique" que vimos en viejos archivos del Club Chino de este puerto que un buen mayordomo del velero "Sunshine" determinó anclar en este puerto...
Comité del Salitre

El Comercio de Iquique fue fundado por un peruano, el tacneño Modesto Molina en 1874 y dejó de publicarse en diciembre de 1879, cuando las fuerzas chilenas ocuparon el puerto peruano durante la Guerra del Pacífico.
En 1884, por el Tratado de Ancón, el Perú entregó a Chile el Departamento de Tarapacá donde se encontraba el puerto de Iquique.